# 银龙乡
银龙乡是中国陕西省安康市石泉县下辖的一个乡。

## 行政区划
银龙乡下辖以下行政区：
丝银坝村、新柳村、双樟村、雷兴村、砖房村、新民村、龙堰村、新联村